# Циолек II
Цёлек II (пол. Ciołek — телок, телёнок) — польский дворянский герб, полученный через нобилитацию, вариация герба Цёлек.

## Описание герба
В жёлтом поле вол, или телёнок, цвета красного, идущий вправо. 

## Первые упоминания
15 ноября 1504 был пожалован королевскому ротмистру Шимону (Симону) Кулавому из Бычины и другим в 1504-1511 гг. Герб возник в результате частичного изменения герба Цёлек Мацеем Джевицким (герба Цёлек) (1467-1535) – архиепископом гнезненским и примасом Польши, Великим коронным канцлером.

## Используют
Бычинские, Хубаты, Калюши, Калюшa, Калуши, Каня, Кулавы, Виламовские.